# チアホーン
チアホーン（Cheer horn）は、サッカーをはじめとしたスポーツの試合において観客が応援用に使用する小型のラッパである。三本から四本の管で構成され甲高い音を発するのが特徴である。

## 経緯

### 欧米での受容
チアホーンがサッカーの応援に使用されたのは、ドイツ南部において羊飼いが使用するラッパを応援用に転用したのが始まりといわれている。
サッカーでのチアホーンを使用した応援スタイルはドイツ国内のみに留まり、他のヨーロッパ諸国や南アメリカといった国々の応援として使用されることはなかった。サッカー以外ではF1などのモータースポーツやスキー競技の応援としても使用された。その一方で「チアホーンの音が鳴り響くだけで、どちらのチームを応援しているのか不明確である」との批判の声もあった。

### 日本での受容
日本では1980年代初頭から、日本サッカーリーグなどの試合で一部の観客によりチアホーンが使用されるようになり、1993年のJリーグ開幕後のサッカー人気の高まりと共に人気商品となった。ファンシー文具やキャラクター商品を扱うソニー・クリエイティブプロダクツでは「カテゴリー1」と呼ばれるJリーグオフィシャルショップでJリーグに所属する10チームごとのチームカラーに塗装したチアホーンを販売したところ、品切れとなるケースもあった。
一方、住宅地に隣接するスタジアム周辺では騒音問題は前年の1992年秋に開催されたJリーグカップの際から持ち上がっていた。名古屋グランパスエイトが本拠地とする瑞穂球技場周辺ではスタジアムからの帰路にチアホーンが鳴らされたとしてクラブに苦情が寄せられたことを受けて、1993年シーズン開幕に併せてスタジアム内でのチアホーン販売の中止と使用自粛を決定。浦和レッドダイヤモンズではサポーターからの「欧米流の声と手拍子による応援を推し進めたい」との意向をクラブ側が受け入れ、騒音問題とは別の事情によりシーズン開幕当初からチアホーン販売の中止を決定した。
1993年5月のJリーグ開幕以降、各地域で騒音問題が噴出した。同年6月、国立競技場が位置する東京都新宿区の周辺住民は「スタジアム内での歓声と観戦後のサポーターが最寄り駅へ向かう途中に奏でるチアホーンの高音により睡眠に支障を来した」としてJリーグ事務局に対し、同競技場内でのチアホーン販売中止と周辺地域への警備員の配置を文書で要請した。近隣住民との協議の結果、Jリーグは同年8月19日のヴェルディ川崎対名古屋戦から国立競技場内でのチアホーン販売の中止を発表し、各チームもスタジアム内での使用禁止や販売自粛などの対策を講じるようになった。
その後、スタジアム内での応援は、サポーターの集団化・組織化が成されたことに伴い、欧米流の声と手拍子による応援へと変化していった。2000年代には「Jリーグが開幕して間もない時期のサポーターにはフェイスペインティングを施し、チアホーンを吹きながら小旗を振るイメージがあったが、今ではそのような行動様式は皆無」と評されている。
今日、日本国内で慣習的にチアホーンを用いて応援を行うスポーツに、ハンドボールがある。ハンドボールでは高校、大学、社会人チームなどでチアホーン、和太鼓、メガホンを拍子に合わせて鳴らす応援スタイルが定着している。

## 調査
所持率
東京大学大学院の高橋義雄の調査によると、1993年9月18日にカシマサッカースタジアムで行われた鹿島アントラーズ対ジェフユナイテッド市原戦では、観客のチアホーンの所持率は11パーセントだった。翌1994年にカシマサッカースタジアムで行われた調査（試合日時と対戦カードは不明）ではチアホーン所持者は、ほぼ存在しなかった。
騒音測定
ジェフユナイテッド市原のホームスタジアムである市原臨海競技場周辺で1993年に市原市職員が行った調査によると、騒音の最高値を記録したのは市原の選手が得点をした瞬間で、バックスタンドから20メートル離れた地点で80ホン、60メートル離れた地点で73ホンを記録した。80ホンは電車の車内、73ホンは騒々しい事務所内と同等の騒音とされる。